# コンリース・ヒル
コンリース・ヒル（Conleth Hill、1964年11月24日 - ）は、北アイルランド生まれの俳優である。『ゲーム・オブ・スローンズ』のヴァリス役で知られる。

## 来歴
北アイルランド・アントリム県のバリーキャッスルで生まれ、舞台、映画、テレビで活動する俳優である。2011年からは、HBOのドラマシリーズ『ゲーム・オブ・スローンズ』でヴァリス役を演じている。
彼の兄弟もエンターテイメントビジネスに携わっている。兄はカメラマン、姉はプロデューサーで、弟のローナン・ヒルはドラマ『ゲーム・オブ・スローンズ』のサウンド・ミキシングで2つのエミー賞を受賞している。
1988年にギルドホール音楽演劇学校（演劇プログラム）を卒業している 。
『ゲーム・オブ・スローンズ』の撮影時以外では頭髪を生やしたままでいる。
結婚履歴はない。

## 出演作品

### 舞台
- ワーニャ伯父さん
- 終わりよければ全てよし
- Philistines
- プロデューサーズ
- The Seafarer
- Democracy
- Stones in His Pockets
- Shoot the Crow
- 勝負の終わり
- After Darwin
- The Chance
- Criminal Genius
- The Suicide
- Tall Tales
- Playboy of the Western World
- Juno and the Paycock
- Shining Souls
- School for Wives
- Too Late to Talk to Billy
- ドリアン・グレイの肖像
- Northern Star
- Conversations on a Homecoming
- ゴドーを待ちながら
- A Whistle In the Dark
- リトル・ショップ・オブ・ホラーズ
- The Iceman Cometh
- 真面目が肝心
- Christmas Eve Can Kill You
- Playboy of the Western World
- 夏の夜の夢
- 桜の園
- Quartermaine's Terms

### 映画およびテレビ
- サンドラの小さな家 Herself (2020) - エイド役
- ダブリン殺人課 Dublin Murders (2019) - オケリー警視役
- オフィシャル・シークレット Official Secrets (2019) - ロジャー・アルトン役
- ゲーム・オブ・スローンズ Game of Thrones (2011-2019) - ヴァリス役
- パッチ・オブ・フォグ-偽りの友人- A Patch of Fog (2015) - サンディ・ダフィ役 ※日本劇場未公開、WOWOWで放映
- 刑事フォイル Foyle's War (2015) - イアン・ウッドヘッド役 ※テレビシリーズ、ゲスト出演
- セリーナ 炎の女 Serena (2014) - チェイニー医師役
- Inside No.9 (2014) - スティヴィー役 ※テレビシリーズ
- SUITS/スーツ Suits (2013) - エドワード・ダービー役 ※シーズン2および3
- Keith Lemon: The Film (2012) - 配達人役
- 砂漠でサーモン・フィッシング Salmon Fishing in the Yemen (2011) - バーナード・サグデン役
- 海岸 The Shore (2011) ※短編映画、日本劇場未公開、WOWOWで放映
- 人生万歳! Whatever Works (2009) - レオ・ブロックマン役
- The Life and Times of Vivienne Vyle (2007) ※テレビシリーズ
- チップス先生さようなら Goodbye, Mr. Chips (2002) - マックス・シュテイフェル役
- Meaningful Sex (2000) - カール役 ※短編テレビドラマ
- Casualty (1989, 1995) ※テレビシリーズ、ゲスト出演（別の役で2回のみ）
- Blue Heaven (1992-1994) - ローチ役 ※テレビシリーズ
- The Bill (1993) - マイケル・ホワイト役 ※テレビシリーズ、ゲスト出演
- Boon (1988) ※テレビシリーズ、ゲスト出演